# Serhij Hupałenko
Serhij Stanisławowycz Hupałenko, ukr. Сергій Станіславович Гупаленко, ros. Сергей Станиславович Гупаленко, Siergiej Stanisławowicz Gupalenko (ur. 23 marca 1970 w Zaporożu) – ukraiński futsalowiec i trener piłkarski.

## Kariera piłkarska
Wychowanek Szkoły Sportowej Metałurh Zaporoże. Pierwszy trener Wałerij Petruch. Potem kontynuował szkolenie w Leningradzkim Internacie Sportowym. Podczas służby wojskowej grał w SKA Odessa. W 1994 rozpoczął karierę piłkarską w amatorskich zespołach Zirka Zaporoże i Nywa-Wiktor Nowomykołajiwka. Jesienią 1994 debiutował w drużynie futsalowej Nadija Zaporoże. Latem 1995 przeszedł do DSS Zaporoże. Potem występował w klubach MFK Łokomotyw Odessa, Winner Ford Uniwersytet Zaporoże, MFK Szachtar Donieck, Megapolis Moskwa, Kyjiwśka Ruś Donieck, DJuSSz-5-Mehaprom Donieck i mołdawski Toligma Kiszyniów. Latem 2006 został zaproszony do ŁTK Ługańsk. Po zakończeniu sezonu 2006/07 przeniósł się Urahanu Iwano-Frankiwsk, w którym zakończył karierę piłkarza w roku 2008.

## Kariera trenerska
W 2005 rozpoczął karierę szkoleniowca. W końcu 2005 łączył funkcje trenera i piłkarza w Kyjiwśka Ruś Donieck, który na początku 2006 został rozwiązany. W latach 2008–2014 trenował klub Urahan Iwano-Frankiwsk, w którym zakończył występy. Zdobył z drużyną wiele sukcesów. Po zakończeniu sezonu 2013/14 został zmieniony przez Iwana Skickę. Latem 2014 stał na czele białoruskiego Borysów-900.

## Sukcesy i odznaczenia

### Sukcesy piłkarskie
Zaporiżkoks Zaporoże
- wicemistrz Ukrainy: 2000
- brązowy medalista mistrzostw Ukrainy: 1995

DSS Zaporoże
- brązowy medalista mistrzostw Ukrainy: 1996, 1997
- finalista Pucharu Ukrainy: 1997

Łokomotyw Odessa
- mistrz Ukrainy: 1998
- zdobywca Pucharu Ukrainy: 1998

Winner Ford Uniwersytet Zaporoże
- wicemistrz Ukrainy: 1999

### Sukcesy trenerskie
Urahan Iwano-Frankiwsk
- mistrz Ukrainy: 2011
- wicemistrz Ukrainy: 2013
- brązowy medalista mistrzostw Ukrainy: 2012, 2014
- zdobywca Superpucharu Ukrainy: 2011
- awans do rundy finałowej UEFA Futsal Cup: 2012
- zwycięzca turnieju międzynarodowego "Puchar Hałyczyny" (2): 2009, 2010

### Odznaczenia
- tytuł Mistrza Sportu Ukrainy